# Goutoula
Goutoula est une localité située dans le département de Tangaye de la province du Yatenga dans la région Nord au Burkina Faso.

## Géographie
Goutoula se trouve à 8 km au nord de Tangaye, le chef-lieu du département, à 2,5 km au nord-ouest de Namsiguia et à 15 km à l'ouest du centre de Ouahigouya. Le village se trouve à 8 km au sud-ouest de la route nationale 2.
Le village de Goutoula est peuplé de peulh,de manrsés ( Maïga),de forgerons ( Zalé, Kindo ) et de populations dioulas venus dans le yatenga vers 1759 à la faveur du retour de Naba kango sur le trône du yatenga. 
Ces dioulas venus de Kong constituent les familles Ouattara et Kamagaté. Les kamagaté sont aujourd'hui Guiro à l'instar des yarsés qui comme les dioulas sont les colporteurs dans le Yatenga. 
Les populations venues de Kong ont conservé leurs traditions. On les appelle kamboinsés 
On les retrouve à Bogoya ( les Diabagaté, Sanogo), tengrè ( Ouattara),kebakoro ( Guiro ou Kamagaté)et karé (Guiro ou Kamagaté).

## Santé et éducation
Goutoula accueille un dispensaire isolé tandis que le centre de santé et de promotion sociale (CSPS) le plus proche est à Namsiguia et que le centre hospitalier régional (CHR) se trouve à Ouahigouya.